# Мавзолей Баба-Тахера
Мавзолей Баба-Тахера (перс. آرامگاه باباطاهرهمدان‎), Aramgah-e Baba-Taher (Hamadan)) – находится в Хамадане на площади имени Баба-Тахера. Относится к современным памятникам. 11 мая 1997 года под номером 1870 был включен в Список национальных памятников Ирана .
Баба Тахер Орьян, живший в конце X - начале XI веков, был великим персидским поэтом-мистиком. Большую часть  жизни он пребывал в бедности. Известен своими четверостишиями дубейти, которые писал на лурском диалекте. Кроме дубейти он также написал и другие работы. В частности, теологические трактаты на арабском языке, сборник арабских афоризмов и другие.

## Мавзолей
Мавзолей Баба-Тахера находится в центре прямоугольной площади, на небольшом возвышении. Вокруг располагается зелёный парк. Здание представляет собой восьмиугольную башню-призму с бирюзовым куполом высотой 20 метров. Башню окружают  восемь колонн. Колонны, надгробие, пол и лестницы высечены из гранита. Потолок внутри здания украшен мозаикой. На стенах  внутри мавзолея висят 24 мраморных плиты, на которых написаны четверостишья дубейти Баба-Тахер Орьяна. Также внутри установлены две таблицы из латуни, на одной из которых написаны имена учредителей Национальной ассоциации памятников Ирана, занимавшихся вопросом строительства мавзолея. На другой – имена видных деятелей и ученых, похороненных рядом с Баба-Тахером. Среди них – поэт Мохаммад ибн Абдул Азиз (IX век), правовед Абулафате Асаад (XII век), ученый  Мирза Али Наки Косар (XIX век), поэт Мафтун Хамадани (XX век).
Общая площадь комплекса мавзолея вместе с парком составляет 8965 квадратных метров.

## История
На протяжении времени здание мавзолея подвергалось  реконструкциям. Первое здание мавзолея принадлежит к периоду правления Сельджуков. Так в XII веке на могиле поэта было построено первое здание в виде башни восьмиугольной формы из кирпича, которое со временем разрушилось. А во время правления Резы Пехлеви (1925 – 1941 годы) на месте старого мавзолея было построено новое кирпичное строение . В ходе строительных работ на месте старого мавзолея была найдена плита, принадлежащая к XIII веку. На этой плите бирюзового цвета написаны аяты Корана куфическим письмом. В настоящее время она хранится в Национальном музее Ирана. Строительство нового здания  в 1965 году  было осуществлено при поддержке Национальной ассоциации памятников и мэрии Хамадана. Проект принадлежит архитектору Мохсену Форухи. Новое здание мавзолея представляет собой шедевр архитектуры, уникальную конструкцию, сочетающую особенности архитектуры XIII-XIV веков и современных разработок .